# Dianthus diffusus
Dianthus diffusus är en nejlikväxtart som beskrevs av James Edward Smith. Dianthus diffusus ingår i släktet nejlikor, och familjen nejlikväxter. Inga underarter finns listade i Catalogue of Life.